# لوری پنی
لوری پنی (انگلیسی: Laurie Penny؛ زادهٔ ۲۸ سپتامبر ۱۹۸۶) پدیدآور، روزنامه‌نگار، نویسنده، وبلاگ‌نویس، و ستون‌نویس اهل بریتانیا است که برای گاردین و نیو استیتسمن می‌نویسد. وی چندین کتاب درباره فمینیسم نگاشته است.

## کتاب‌ها
- Meat Market: Female Flesh Under Capitalism ( Zero Books , 2011)
- Penny Red: Notes from the New Age of Dissent (Pluto Press, 2011)
- Discordia: Six Nights in Crisis Athens (Random House, 2012)
- Cybersexism: Sex, Gender and Power on the Internet (Bloomsbury Publishing, 2013)
- Unspeakable Things: Sex, Lies and Revolution (Bloomsbury Publishing, 2014)
- Everything Belongs to the Future (Tor.com, 2016)
- Bitch Doctrine: Essays for Dissenting Adults (Bloomsbury USA, 2017)